# 실버 픽처스
실버 픽처스(Silver Pictures)는 할리우드의 영화 제작자 조엘 실버가 1985년에 설립한 영화 제작사이다.
1991년부터, 워너 브라더스와 제작, 홍보, 배급 마케팅에 관한 협력관계를 맺었는데 조엘 실버가 할리우드 최고의 영화 제작자로 성장할 수 있었던 원동력도 워너 브라더스에서 나왔다고 해도 과언이 아니다.
1999년에 설립한 공포 영화 전문 제작사인 다크 캐슬 엔터테인먼트를 자회사로 두고 있다.
2012년 워너 브라더스와의 20년간의 협력관계를 끊고 유니버설 픽처스를 새로운 파트너로 선택했다. 다만, 유니버설 픽처스는 제작에는 관여하지 않으며 5년 동안 실버 픽처스에서 제작한 영화의 배급만을 담당한다.

## 제작 작품 목록
| 연도 | 영화 제목              | 감독                            |
| ---- | ---------------------- | ------------------------------- |
| 1984 | 스트리트 오브 파이어   | 월터 힐                         |
| 1985 | 백만장자 브루스터      | 월터 힐                         |
| 1985 | 신비의 체험            | 존 휴스                         |
| 1985 | 코만도                 | 마크 L. 레스터                  |
| 1986 | 위기의 암호명          | 페니 마셜                       |
| 1987 | 리썰 웨폰              | 리처드 도너                     |
| 1987 | 프레데터               | 존 맥티어넌                     |
| 1988 | 다이하드               | 존 맥티어넌                     |
| 1988 | 액션 잭슨              | 크레이그 R. 백슬리              |
| 1989 | 로드 하우스            | 로우디 헤링톤                   |
| 1989 | 리썰 웨폰 2            | 리처드 도너                     |
| 1990 | 다이하드 2             | 레니 할린                       |
| 1990 | 로큰롤 탐정 포드       | 레니 할린                       |
| 1990 | 프레데터 2             | 스티븐 홉킨스                   |
| 1991 | 허드슨 호크            | 마이클 레만                     |
| 1991 | 닉크                   | 러셀 멀케이                     |
| 1991 | 마지막 보이스카웃      | 토니 스콧                       |
| 1992 | 리썰 웨폰 3            | 리처드 도너                     |
| 1993 | 데몰리션 맨            | 마르코 브람빌라                 |
| 1994 | 허드서커 대리인        | 조엘 코언 & 에단 코언           |
| 1994 | 리치 리치              | 도날드 페트리                   |
| 1995 | 어쌔신                 | 리처드 도너                     |
| 1995 | 페어 게임              | 앤드류 사이프스                 |
| 1996 | 애널라이즈 디스        | 해롤드 래미스                   |
| 1996 | 파이널 디씨전          | 스튜어트 베이어드               |
| 1997 | 파더스 데이            | 이반 라이트만                   |
| 1997 | 컨스피러시             | 리처드 도너                     |
| 1998 | 리썰 웨폰 4            | 리처드 도너                     |
| 1999 | 매트릭스               | 더 워쇼스키스                   |
| 2000 | 로미오 머스트 다이     | 안드레이 바르코비악             |
| 2000 | 던전 앤 드래곤         | 코트니 솔로몬                   |
| 2001 | 엑시트 운즈            | 안드레이 바르코비악             |
| 2001 | 스워드피쉬             | 도미닉 세나                     |
| 2002 | 애널라이즈 댓          | 해롤드 래미스                   |
| 2003 | 크레이들 투 그레이브   | 안드레이 바르코비악             |
| 2003 | 매트릭스 리로디드      | 더 워쇼스키스                   |
| 2003 | 매트릭스 레볼루션      | 더 워쇼스키스                   |
| 2005 | 키스 키스 뱅뱅         | 셰인 블랙                       |
| 2006 | 브이 포 벤데타         | 제임스 맥테이그                 |
| 2007 | 인베이젼               | 올리버 히르비겔 제임스 맥테이그 |
| 2007 | 브레이브 원            | 닐 조던                         |
| 2007 | 산타는 괴로워          | 데이빗 돕킨                     |
| 2008 | 스피드 레이서          | 워쇼스키                        |
| 2009 | 닌자 어쌔신            | 제임스 맥테이그                 |
| 2009 | 셜록 홈즈              | 가이 리치                       |
| 2010 | 일라이                 | 휴즈 브라더스                   |
| 2011 | 셜록 홈즈: 그림자 게임 | 가이 리치                       |
| 2012 | 프로젝트 X             | 니마 누리자데                   |
| 2014 | 논스톱                 | 자움 콜렛-세라                  |
| 2015 | 더 건맨                | 피에르 모렐                     |
| 2016 | 나이스 가이즈          | 셰인 블랙                       |
| 2016 | 아우토반               | 에란 크리비                     |
| 2018 | 슈퍼플라이             | 디렉터 X                        |